# Wachankorridor

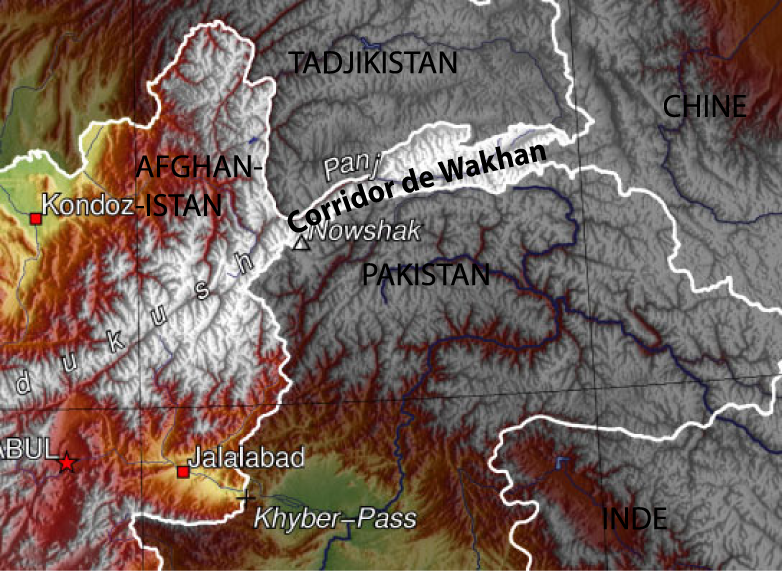
Wachankorridor

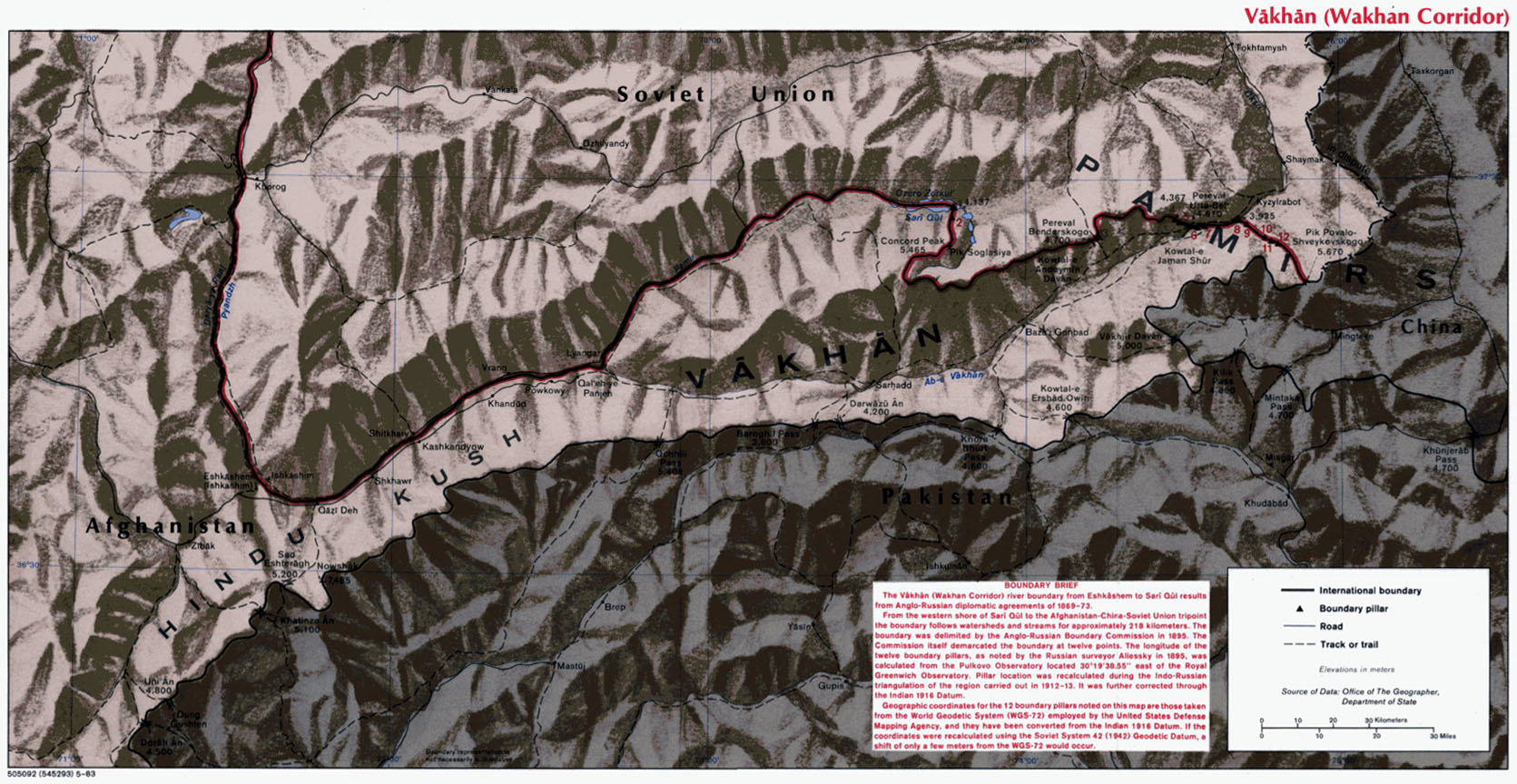
Der Wakhan und die Grenze Afghanistan-Tadschikistan

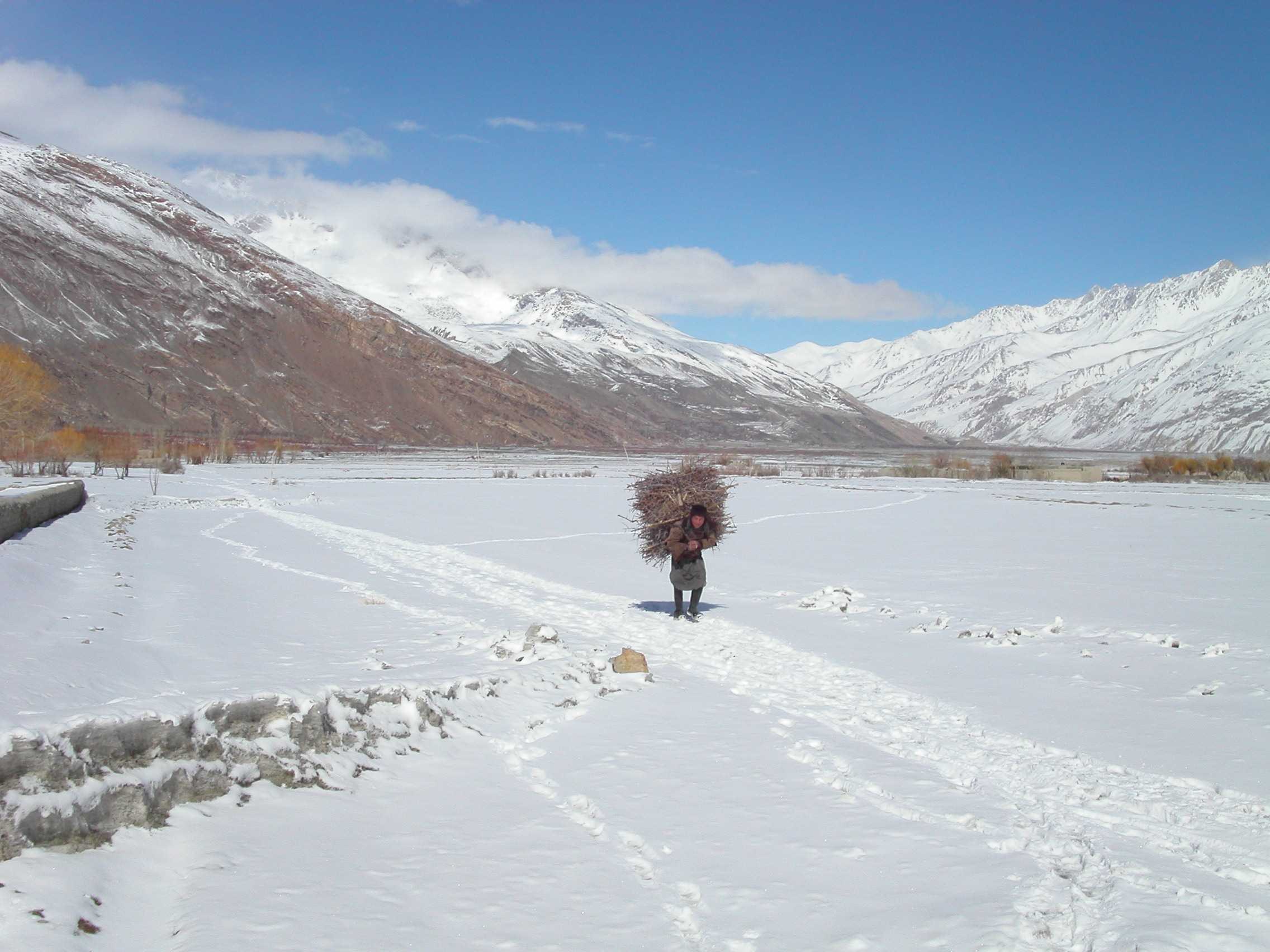
Der Wachankorridor

Der Wachankorridor (auch Wakhan-Korridor oder einfach nur Wakhan) ist ein schmaler Landstrich im Nordosten Afghanistans. Er erstreckt sich zwischen der Grenze zu Tadschikistan im Norden und derjenigen zu Pakistan im Süden bis zu einer kurzen Grenze zwischen Afghanistan und China im Osten. Seine Länge beträgt ungefähr 300 km, seine Breite variiert zwischen 17 und über 60 km. Bewohnbar ist das Gebiet praktisch nur im Tal des Wachandarja, denn schon dieser Hauptfluss des Gebiets verläuft in Höhen zwischen etwa 2700 und 4000 Meter. Die Bevölkerung besteht aus etwa 10.000 Wakhi und einigen tausend nomadischen Kirgisen.

## Geografie
Der Wachankorridor ist eines der entlegensten Gebiete Afghanistans. Er liegt zwischen den Bergen des Pamir und den Gebirgszügen des Hindukusch und des Karakorum. Sein westlicher Eingang liegt bei dem 2660 m hoch gelegenen Ischkaschim. Im Osten endet er in den Tälern der beiden Quellflüsse des Wachandarja, dem 4030 m hohen Hochtal am Shaqmaqtin-See bzw. am 4923 m hohen Wakhjir-Pass. Seine nördliche Grenze zu Tadschikistan wird ab dem Zorkulsee vom Lauf des Pamir und anschließend des Pandsch gebildet, während die  südliche Grenze zu Pakistan über die Bergkämme südlich des Wachandarja verläuft. Deshalb gehört die nördliche Talseite zu Tadschikistan, während der Wachankorridor aus der südlichen Talseite und dem Tal des Wachandarja samt dem Gebirge zwischen den beiden Flüssen besteht. Es ist eine der am wenigsten erschlossenen Regionen der Welt in unmittelbarer Nähe des vergleichsweise fortschrittlichen tadschikischen Gebiets mit gut ausgebauten Straßen und modernen Siedlungen. Auf einer Schotterpiste lässt sich der Korridor von Ischkashim bis etwa zu zwei Dritteln nach Osten zum Ort Sarhad-e Broghil durchqueren. Danach ist ein Fortkommen nur noch mit Maultierkarawanen o. ä. möglich. Einige Kilometer unterhalb von Sarhad-e Broghil beginnt der Weg zum Broghil-Pass und zum 6 km weiter östlich gelegenen Darwasa-Pass nach Pakistan.

## Geschichte
Der Wachankorridor ist ein Relikt des Great Game zwischen Großbritannien und Russland um die Vorherrschaft in Zentralasien Ende des 19. Jahrhunderts. Er sollte eine neutrale Zone zwischen dem bis zur Durand-Linie reichenden Britisch-Indien einerseits und Russisch-Zentralasien andererseits bilden. Die nördlichen Gebiete des Wakhan kamen 1873 durch einen Vertrag zwischen Russland und Britisch-Indien zu Tadschikistan (heute Autonomiegebiet Berg-Badachschan), die  südlichen zum Pufferstaat Afghanistan. Nur dieser Teil wird heute als (eigentlicher) Wachan bezeichnet.
Der Korridor ist nach dem ihn im Ostteil durchfließenden Fluss Wachandarja benannt, der sich im Mittelteil des Korridors mit dem Pamir zum Pandsch vereinigt (der wiederum einer der Quellflüsse des Amudarja ist).
Die Täler des Pamir und des Wachandarja sind zwar alte Karawanenwege, über die es im Westen aber so gut wie keine zuverlässigen geographischen Erkenntnisse gab, seit Marco Polo 1274 die Gegend auf seiner Reise zum Hofe des Kublai Khan durchquerte und Benedict Goës zwischen 1602 und 1607 von Kabul durch den Pamir über Kaschgar und Yarkant nach Karaschahr gelangte. Im 19. Jahrhundert gelangten zwar einige Europäer und Inder in die Gegend, aber eher als Abenteurer oder Diplomaten, nicht als Geographen. Erst die von den Briten in der zweiten Hälfte des 19. Jahrhunderts entsandten, als Pundits bezeichneten einheimischen Vermesser lieferten erstmals verwertbare geographische Angaben über diese Täler.
Die schwer zugänglichen Bergketten waren bis 1960 geografisch fast unerforscht. Es gab zunächst nur einige Skizzen zum Verlauf der Bergkämme und später eine sowjetische Militärkarte sehr kleinen Maßstabs (1:200.000), die aus einem vermutlich grenznahen Bildflug erstellt wurde.
Als in den 1960er Jahren einige polnische Bergsteiger und Wissenschaftler in die Region kamen, entstand eine noch ungenaue Übersichtskarte. Eine längere Kooperation mit Österreich begann 1970, als eine Forschungs-Expedition (Afghanistan EXPLORATION ’70) der TU Graz die Genehmigung erhielt, einige Hochtäler des Wakhan kartografisch und botanisch aufzunehmen (Lit. s. u., K. Gratzl 1972). Unter den etwa 15 Expeditionsteilnehmern waren Roger Senarclens de Grancy (1938–2001) und Robert Kostka für die Vermessung, die terrestrische Fotogrammetrie und die Kartografie verantwortlich. Auch Forschungen zur Anthropologie, zur Wakhi-Sprache und der lokalen Landwirtschaft wurden durchgeführt.
Im Jahr 1975 folgte eine zweite, größere Expedition, an der neben manchen Teilnehmern der ersten Expedition u. a. Manfred Buchroithner teilnahm. Sie sollte die geowissenschaftliche Erkundung erweitern, vervollständigen und mit Karten des Hindukusch verbinden. Aufgrund dieser Feldarbeiten konnte der Österreichische Alpenverein einige Jahre später sogar eine geologische Karte 1:250.000 herausgeben. In den Folgejahren wurde die Erforschung durch Satelliten-Fernerkundung ergänzt, kam aber dann durch die kriegerischen Auseinandersetzungen zum Erliegen.
Die meisten der kirgisischen nomadisierenden Viehhirten, die, als die zaristisch-russische Regierung den Arbeitsdienst im Jahr 1916 auch für muslimische Untertanen einführte, am Basmatschi-Aufstand teilgenommen hatten, blieben unter ihrem Khan Ming Bashi Haji und seinem Sohn Rahmanqul Khan im Wachankorridor. Durch gute Verbindungen zum Kriegsminister Nader Khan, der dann 1929 per Putsch zum König wurde, gelang es den Zugewanderten weitgehend autonom von den afghanischen Provinzverwaltungen die nächsten Jahrzehnte im Pamir teil-nomadisch zu siedeln. Angesichts des Systemwechsels 1978 und der folgenden Intervention in Afghanistan führte der feudale Herrscher seine etwa eintausend Untertanen ins Exil nahe Gilgit in den pakistanisch verwalteten Teil Kaschmirs, nur zehn Familien blieben zurück. In Pakistan verbrachten die Umsiedler vier Jahre unter dem Schutz des UNHCR, bis der türkische Präsident Kenan Evren ihre Aufnahme in die Türkei veranlasste. Für sie wurde das komplett neue Dorf Ulupamir nahe der Stadt Erciş, Provinz Van, gebaut.

## Politische Gliederung
Administrativ bildet das Gebiet den Verwaltungsdistrikt Wakhan, der zur Provinz Badachschan gehört. Der Distrikt Wakhan ist 11.422 km² groß und hat rund 13.000 Einwohner.

## Belege
1. ↑  Erinnerung ans Great Game. In: nzz.ch. Abgerufen am 11. November 2017.
2. ↑  eingeschränkte Vorschau in der Google-Buchsuche
3. ↑  M. Nazif Shahrani; The life and career of Haji Rahmanqul Khan, 1913-1990; (Pamir-Tagung 2016)

Koordinaten: 37° 0′ N, 73° 0′ O